# La Galatea
La Galatea es una novela de Miguel de Cervantes publicada en 1585 en Alcalá de Henares con el título de Primera parte de La Galatea, dividida en seis libros. Ascanio Colonna es el dedicatario de La Galatea, quien en la década de 1580 se encontraba completando sus estudios en dos universidades castellanas: la Universidad de Alcalá de Henares y la Universidad de Salamanca.

## Historia
La novela empezó probablemente a redactarse cuando Cervantes volvió de su cautiverio en Argel (diciembre de 1580). Tuvo poco éxito en las librerías, sobre todo, si se compara con el enorme de la Diana de Montemayor y el grandísimo de la Diana enamorada de Gil Polo. Cervantes tuvo durante toda su vida un altísimo concepto de su novela y la intención de publicar la segunda parte, pero murió sin haberlo hecho.

## Características

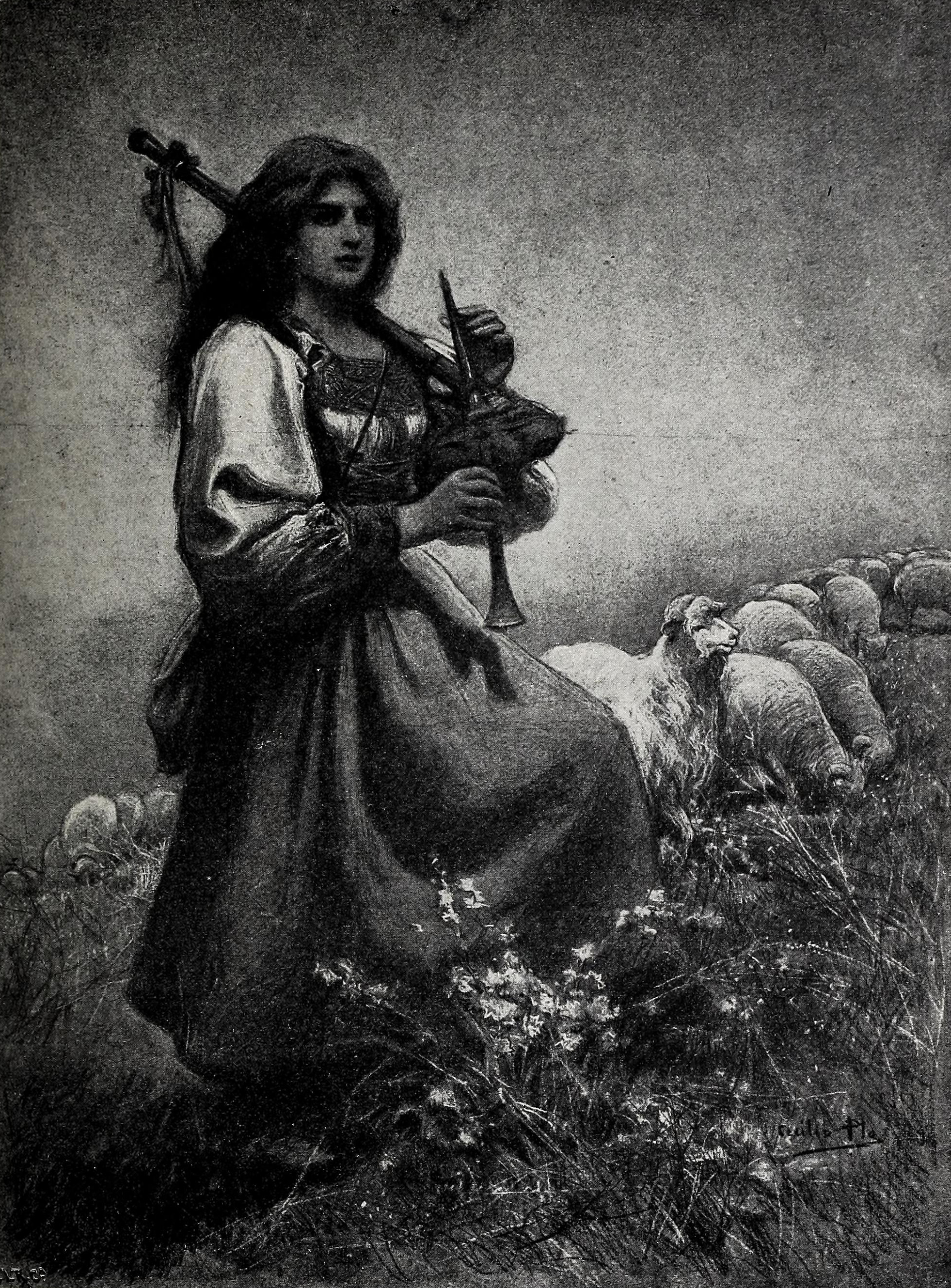
La Galatea en una ilustración de Cecilio Pla

La Galatea se suele clasificar como un libro de pastores o una novela pastoril. La novela tiene una estructura compleja. Por un lado se encuentra la arcadia, o el lugar ameno, donde se desarrollan las conversaciones, cantos y debates sobre el amor; por otro, hay una serie de novelas insertadas que se entrelazan con las tramas pastoriles. Finalmente, se inserta un encomio a cien intelectuales coetáneos de Cervantes, de muchos de los cuales se conocen los libros y poemas que publicaron mayormente, pero no solo, en la década de 1580. Este poema se suele conocer bajo el nombre de "Canto de Calíope".
La mayoría de sus personajes son pastores, pero es un vehículo para un estudio psicológico del amor, y es este el amoroso propósito de Cervantes al escribirla. La novela se ambienta en algún lugar –entre ideal y real– a orillas del Tajo. Hay una trama principal y varias secundarias. En la principal, Elicio y Erastro son dos pastores enamorados de Galatea, una hermosísima pastora que reúne todas las demás virtudes de las heroínas cervantinas: discreción, inteligencia, buen juicio, honestidad y bondad. Pero Galatea adora su independencia espiritual y no quiere verse sujeta por el yugo amoroso, así que hará sufrir de desdenes a los dos pastores. Encontraremos jugosos duelos dialécticos sobre la naturaleza del amor (libro IV, los pastores Lenio y Tirsi hacen sus respectivas apologías del desamor y del amor), o sobre la psicología amorosa (libro III, Orompo, Marsilo, Crisio y Orfinio discuten, en verso, sobre qué pasión derivada del amor causa más dolor, si los celos, el desdén, la ausencia, o la muerte del ser amado). 
Respecto a los pastores, algunos de estos pastores y sus nombres pastoriles son máscaras detrás de las cuales se encuentran en algunos casos reconocidos poetas de la época. Un ejemplo sería Francisco de Figueroa, conocido como "el Divino", por sus contemporáneos. El pastor Tirsi, quien aparece en el Libro II de La Galatea, es Francisco de Figueroa, como lo atestiguan los tres poemas suyos que menciona el pastor Elicio. Asimismo, se ha de tener en cuenta que este Tirsi/Figueroa es uno de los cien ingenios mencionados en el Canto de Calíope. 

Además de estos duelos poéticos de los pastores y pastoras, en La Galatea existen interesantes y entretenidas novelle intercaladas dentro del tema principal, como Cervantes haría también más tarde en El Quijote y en Los trabajos de Persiles y Sigismunda. 

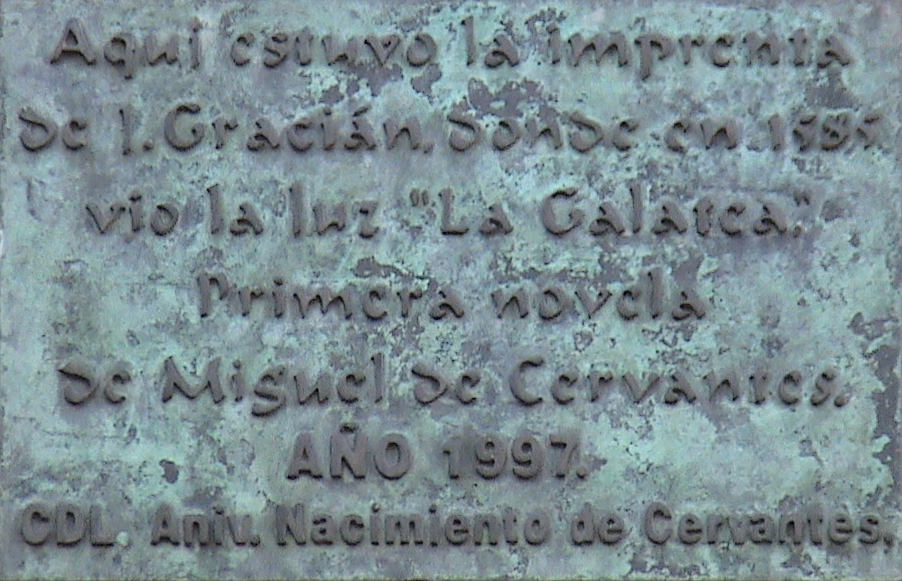
Placa dedica a la imprenta de Juan Gracián, en Alcalá de Henares, donde se publicó la primera edición de "La Galatea".

En el libro VI se encuentra el encomio conocido como [Canto de Calíope]: la musa de la poesía se aparece a los pastores y esto sirve a Cervantes para introducir un extenso canto en el que elogia a cien ingenios vivos de la poesía española de entonces. Nombra y alaba, por ejemplo, a Góngora, Lope de Vega, Alonso de Ercilla, Fray Luis de León, Francisco Díaz y muchos otros.
Al final del libro, los sucesos de la novela quedan interrumpidos bruscamente:

El fin de este amoroso cuento y historia  con otras cosas sucedidas a los pastores hasta aquí nombrados, en la segunda parte desta historia se prometen, la cual, si con apacibles voluntades esta primera viene rescibida, tendrá atrevimiento a salir con brevedad a ser vista de los ojos y entendimiento de las gentes.

Pero nunca se publicó la varias veces prometida segunda parte. De hecho, durante la quema de libros de El Quijote, varias novelas pastoriles acaban en la hoguera. El sacerdote y el barbero salvan La Galatea y anuncian que muy pronto Cervantes sacará la segunda parte. Pero no hay datos reales de la producción de esta obra, solo anuncios que no se cumplieron.

## Versiones
El escritor francés Jean-Pierre Claris de Florian publicó una versión abreviada de la novela en lengua francesa y le añadió una continuación de su propia cosecha. Posteriormente el escritor español Cándido María Trigueros publicó otra continuación titulada Los enamorados de Galatea y sus bodas.

## Ediciones críticas
La Barrera, Cayetano A de, ed. 1863. Obras completas de Cervantes: Tomo II: Libros V y VI deLa Galatea, Relación de fiestas de Valladolid en 1605, Carta a don Diego de Astudillo. Madrid: Rivadeneyra.
Fitzmaurice Kelly, James, ed. 1903. Complete Works of Miguel de Cervantes Saavedra Volume II. Gowans & Gray. 
Schevill, Rodolfo y Adolfo Bonilla, ed. 1914. La Galatea. De Miguel de Cervantes. 2 vol. Madrid: Imprenta de Bernardo Rodríguez.
Avalle-Arce, Juan Bautista, ed. 1961. La Galatea. De Miguel de Cervantes. Madrid: Espasa-Calpe.
López Estrada, Mª Teresa López García Berdoy, ed. 1995. La Galatea. Madrid: Cátedra.
Montero, Juan, Francisco J. Escobar, Flavia Gherardi, ed. 2014. La Galatea. Madrid: Real Academia Española. 